# Astropecten sumbawanus
Astropecten sumbawanus är en sjöstjärneart som beskrevs av Doderlein 1917. Astropecten sumbawanus ingår i släktet Astropecten och familjen kamsjöstjärnor. Inga underarter finns listade i Catalogue of Life.